# تیراندازی در المپیک تابستانی ۱۹۶۰
تیراندازی در بازی‌های المپیک تابستانی ۱۹۶۰ نام رویداد ورزش تیراندازی در بازی‌های المپیک تابستانی بود که در سال ۱۹۶۰ برگزار شد. این مسابقات از شش بخش تشکیل شده بود که در رم، ایتالیا برگزار شد.

## جدول مدال‌ها
| رتبه | کشور                      | طلا | نقره | برنز | مجموع |
| ۱    | اتحاد شوروی (URS)         | ۲   | ۲    | ۳    | ۷     |
| ۲    | ایالات متحده آمریکا (USA) | ۱   | ۱    | ۰    | ۲     |
| ۳    | تیم متحد آلمان (EUA)      | ۱   | ۰    | ۱    | ۲     |
| ۴    | اتریش (AUT)               | ۱   | ۰    | ۰    | ۱     |
| ۴    | رومانی (ROU)              | ۱   | ۰    | ۰    | ۱     |
| ۶    | فنلاند (FIN)              | ۰   | ۱    | ۰    | ۱     |
| ۶    | ایتالیا (ITA)             | ۰   | ۱    | ۰    | ۱     |
| ۶    | سوئیس (SUI)               | ۰   | ۱    | ۰    | ۱     |
| ۹    | ژاپن (JPN)                | ۰   | ۰    | ۱    | ۱     |
| ۹    | ونزوئلا (VEN)             | ۰   | ۰    | ۱    | ۱     |